# Chermizy-Ailles
Chermizy-Ailles är en kommun i departementet Aisne i regionen Hauts-de-France i norra Frankrike. Kommunen ligger  i kantonen Craonne som ligger i arrondissementet Laon. År 2022 hade Chermizy-Ailles 121 invånare.

## Befolkningsutveckling
Antalet invånare i kommunen Chermizy-Ailles
Referens: INSEE